# Chorioactis geaster

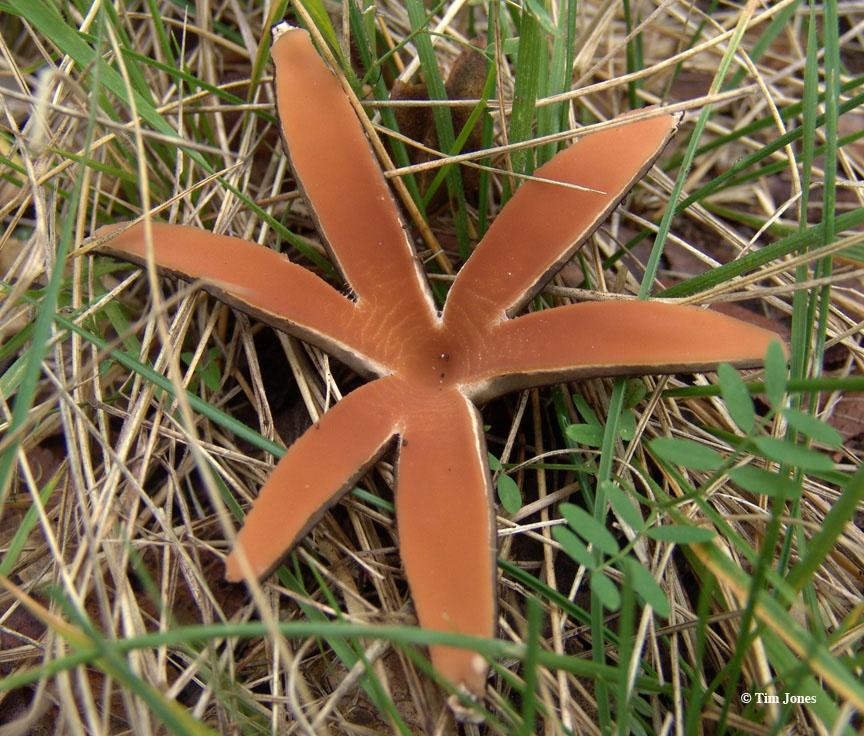
Owocnik Chorioactis geaster po uwolnieniu zarodników

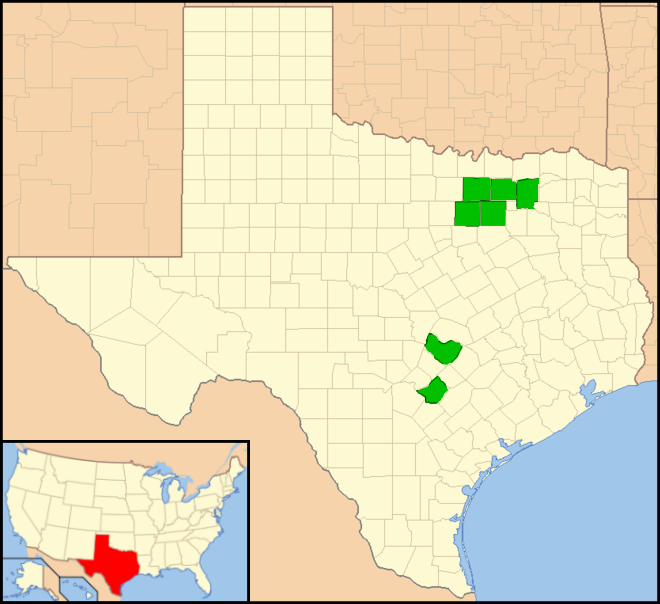
Zasięg występowania w Teksasie

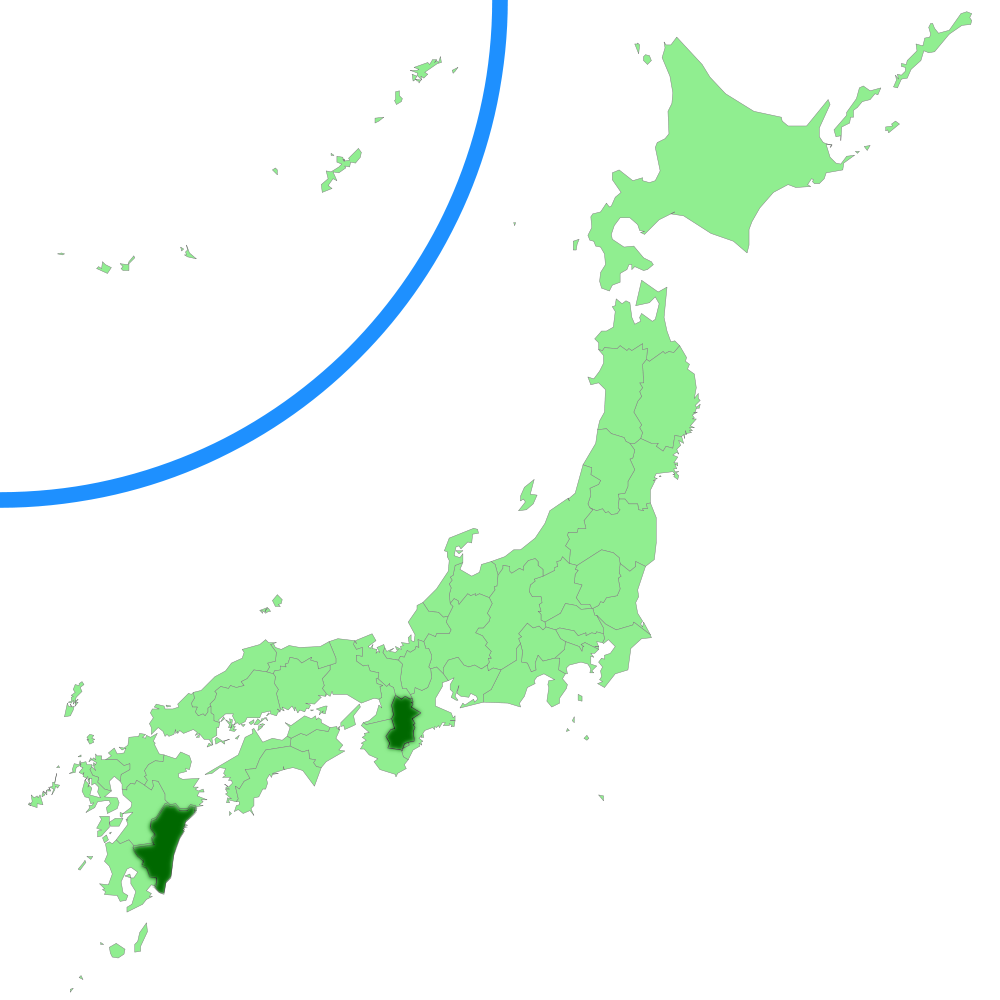
Zasięg występowania w Japonii

Chorioactis geaster – gatunek grzybów należący do rodziny Chorioactidaceae. Należy do monotypowego rodzaju Chorioactis. Jest bardzo rzadko spotykany, występuje jedynie w Teksasie i w Japonii, na wyspie Kiusiu w prefekturze Miyazaki, na wyspie Sikoku w prefekturze Kōchi, i na wyspie Honsiu w prefekturze Nara. W Stanach Zjednoczonych nosi popularną nazwę „Devil’s Cigar” (z ang. diabelskie cygaro), którą zawdzięcza wydłużonemu kształtowi niedojrzałych owocników i uwalnianej po dojrzeniu chmurze zarodników wyglądającej jak dym. Dojrzałe owocniki pękają i rozpościerają się na kształt gwiazdy, uwidaczniając białawą warstwę zarodnionośną. Jest jednym z niewielu gatunków grzybów, u których uwolnieniu zarodników towarzyszy efekt dźwiękowy.

## Taksonomia i nazewnictwo
Gatunek został opisany po raz pierwszy jako Urnula geaster przez Charlesa Hortona Pecka na podstawie znalezionych przez Luciena Marcusa Underwooda w Austin okazów, przesłanych Peckowi do identyfikacji. W 1902 r. Elsie Kupfer, badając budowę mikroskopową warstwy zarodnionośnej tego i trzech zbliżonych gatunków (Geopyxis carbonaria, Urnula craterium i Urnula terrestis), stwierdziła, że za sprawą znacznej odmienności teksańskiego gatunku, zasługuje on na sklasyfikowanie w ramach odrębnego rodzaju, który nazwała Chorioactis. Zmiana ta była później krytykowana – nowego rodzaju nie uznali Heald i Wolf (1910), a także Seaver (1928, 1942 r.). Finn-Egil Eckblad w 1968 r. ostatecznie potwierdził status nowego rodzaju jako ważny.
Kontrowersje wzbudzała również pozycja systematyczna nowego rodzaju; Bellemere (1994 r.) zaliczył go do rodziny Sarcoscyphaceae, wcześniej uznawano go za przedstawiciela rodziny Sarcosomataceae. Obecnie klasyfikowany jest w odrębnej rodzinie Chorioactidaceae. Podstawą nowej klasyfikacji jest analiza filogenetyczna opublikowana w 1999 r., w której Chorioactis należy do tego samego kladu co rodzaje  Desmazierella, Neournula i Wolfina. Gatunki z rodziny Sarcosomataceae należą do siostrzanego kladu.

## Morfologia

### Owocniki
Młode owocniki (apotecja) mają wydłużony, cylindryczno-buławkowaty kształt, osadzone są na krótkim, często przykrytym ziemią trzonie, który zwykle ma swój początek 5–10 cm poniżej poziomu gruntu. Owocnik ma od 1,2 do 3,5 cm szerokości w najszerszym miejscu i wysokość 4 do 12 cm; trzon ma 0,75 do 1,5 cm szerokości i 1 do 5 cm długości. Zewnętrzna powierzchnia jest gęsto pokryta miękkim, brązowym kutnerem (tomentum). Po dojrzeniu owocniki pękają, rozpościerając 4-6 ramion zaginających się w dół, przypominając tym gwiazdosze (Geastrum); stąd nazwa gatunkowa. Zewnętrzna powierzchnia owocnika ma barwę ciemnobrązową lub czarną.
Owocnik otwiera się na krótko przed dojrzeniem spor i ich uwolnieniem z worków; otwarcie owocnika spowodowane jest ciśnieniem wywieranym przez zwiększające objętość wstawki (parafizy), czyli komórki płonne rozdzielające worki. Otwarciu apotecjum towarzyszy uwolnienie chmury zarodników, co dodatkowo budzi skojarzenia z cygarem. Powstanie chmury zarodników spowodowane jest przez nagłe zmiany wilgotności pomiędzy wnętrzem apotecjum a środowiskiem zewnętrznym. Część autorów podaje, że otwarciu towarzyszy syczący dźwięk, zjawisko opisywane u zaledwie około 15 innych gatunków grzybów.

### Zarodniki
Askospory są wrzecionowato podłużne, spłaszczone na jednym końcu; mają rozmiary 54–68 µm na 10–13 µm. W każdym znajduje się 3–5 kropli tłuszczu. Worki mają długość 700–800 µm i szerokość 14–17,25 µm. W starszej literaturze opisywane są jako gładkie, jednak przy obserwacji pod transmisyjnym mikroskopem elektronowym uwidaczniają się drobne zagłębienia. Askospory rozwijają się równocześnie (synchronicznie) w worku, co jest cechą wspólną z przedstawicielami rodziny Sarcoscyphaceae, Cookeina i Microstoma; inną wspólną cechą jest gwałtowne zwężenie worków u podstawy, zamiast stopniowego zwężania się, obserwowanego u innych przedstawicieli rzędu. Worki mają wieczka (operculum), otwierające się przed uwolnieniem spor; u C. geaster otwór zamykany wieczkiem otaczają dwa pierścienie, co jest cechą odróżniającą ten gatunek od wszystkich innych Sarcosomataceae i Sarcoscyphaceae.

## Występowanie
Gatunek odnaleziono jedynie w stanie Teksas oraz w kilku prefekturach Japonii.
W Teksasie stanowiska grzyba znajdują się w hrabstwach Collin, Travis, Dallas, Hays, Denton, Guadalupe, Tarrant i Hunt. Określany jest tam jako „Texas star” albo „Devils’ cigar”; owocniki pojawiają się w chłodniejszych miesiącach, zazwyczaj od października do kwietnia; temperatura i wilgotność w tym czasie wydają się być optymalne dla wzrostu owocników.
W Japonii ten sam gatunek został rozpoznany po raz pierwszy w 1938 roku w prefekturze Miyazaki na wyspie Kiusiu i ponownie napotkany dopiero po 38 latach. Stanowisko grzyba odnaleziono też w prefekturze Kōchi na Sikoku. W 2006 roku kolejne stanowisko grzyba odkryto w lesie w pobliżu Kawakami, w prefekturze Nara na wyspie Honsiu. Nosi tam nazwę Kirinomitake (jap. キリノミタケ). Ze względu na swoją rzadkość został umieszczony na czerwonej liście zagrożonych grzybów Japonii.
Owocniki wyrastają u podstawy martwych pni lub z korzeni, przy czym w Teksasie są to pnie Ulmus crassifolia lub Symplocos myrtaceae, zaś w Japonii martwe pnie dębów.
Nie ma różnic morfologicznych między populacjami grzybów z Teksasu i Japonii. Różnice w sekwencji DNA świadczą o tym, że rozdzielenie populacji nastąpiło co najmniej 19 milionów lat temu.
Nie wytłumaczono do tej pory niezwykłego zasięgu tego gatunku. Fred Seaver pisał: „To tylko kolejny przykład niezwykłego i nieprzewidywalnego rozmieszczenia spotykanego u wielu gatunków grzybów. Trudno to wyjaśnić, po prostu akceptujemy fakty takimi, jakie są”.